# Ixorida philippinensis
Ixorida philippinensis är en skalbaggsart som beskrevs av Waterhouse 1841. Ixorida philippinensis ingår i släktet Ixorida och familjen Cetoniidae. Utöver nominatformen finns också underarten I. p. nigripennis.